# 島原手延そうめん

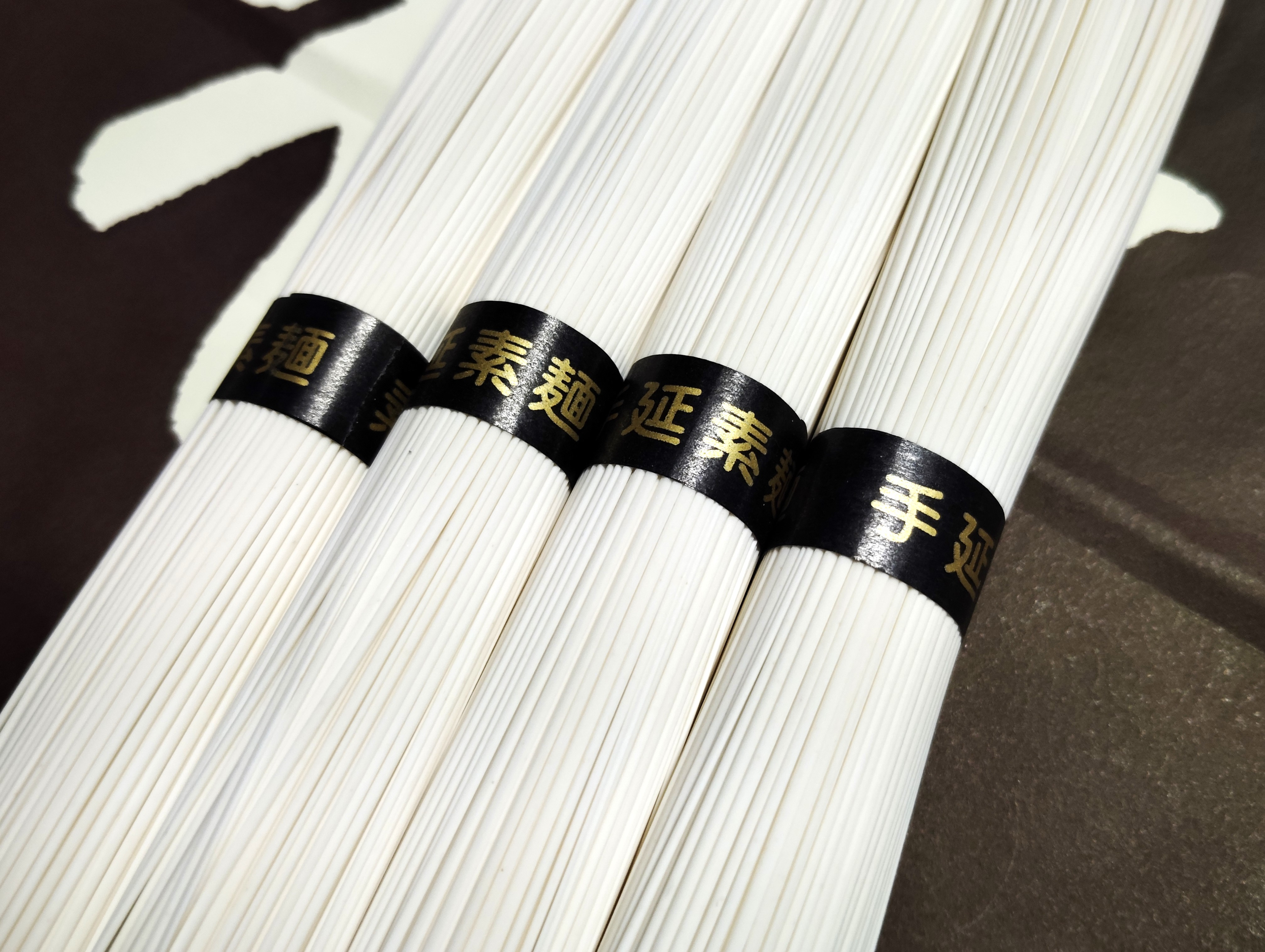
島原手延そうめん

島原手延そうめん（しまばらてのべそうめん）は、長崎県南島原市で製造される手延素麺。「日本五大素麺」に数えられる。

## 特徴
島原手延そうめんは、日本の手延素麺生産量の3割を占めている。2021年度には兵庫県の揖保乃糸に次いで全国2位の1万2千トンを生産していた。南島原市有家地域（有家町、西有家町）で素麺製造が盛んであるが、島原市にも製造業者がいる。2022年時点では、南島原市内の製造業者が約240、島原市内が2である。
コシの強さが特徴であり、地獄炊きのように素麺を煮込んで作る料理でも、なかなか煮崩れしないとされる。

## 歴史

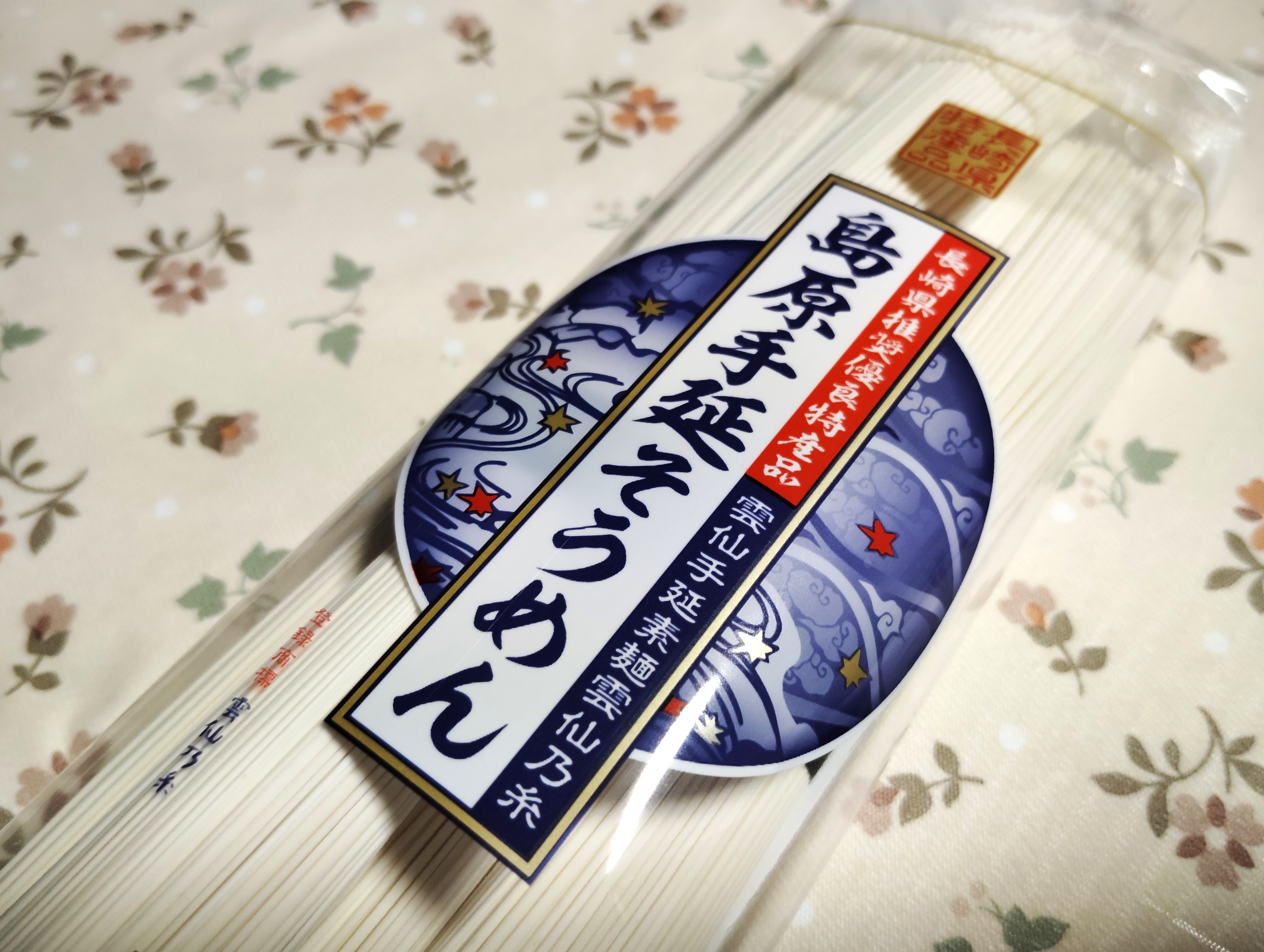
島原手延そうめん

### 起源
島原の乱（1637年-1638年）で人口が激減したこの地域に小豆島などから移り住んできた人々によって素麺の製造が始まったとされる。
別の説では、1562年に貿易港として開港した口之津港に中国福建省から素麺作りが伝わったとされる。実際、島原の素麺製造工程や製造器具は福建省のものと類似している。

### 盛んになった背景
雲仙岳からの伏流水が豊富であるといった素麺の製造に適している環境であったことも島原で素麺製造が栄えた要因のひとつと考えられている。しかしながら、島原は長らく三輪素麺への製品提供を行ってきたことから、「島原素麺」としての認知度が低く、日本全国的にはほぼ無名とも言えた。2000年代になって、島原半島の地域振興の一環として、島原手延そうめんの品質を更に高めると共に日本全国区的なブランドにしようという動きが広まっている。

### ブランド化
「島原そうめん」のブランド化が始まるのは2000年頃からで、それまでは上述のように他の産地の素麺製造の下請けを行っていた。西有家の須川地区では、かつては「須川そうめん」として知られていた。須川地区では家族経営の小規模製造業者がほとんどである。

## 課題
島原半島以外では島原手延そうめんの産地が島原市と誤解されることは珍しくない。島原手延そうめんがテレビやネットニュースで産地紹介される際にも島原城（島原市）の風景などが使われるケースもまれにある。2006年の南島原市発足以前から長く続く産業であり、「南」と記載することで消費者への混乱を招くのではないか、これまでの伝統や信頼が損なわれるのではないかという意見もある。商談上で困ったこともなく、南島原市内の素麺製造業者の組合も10以上あるため、意見をまとめるのも困難であることから、南島原市産の表記にこだわるよりも、実利を取る方向性となっている。
島原手延そうめんも、伝統産業の例に漏れずに衰退が課題となっている。原材料費や人件費、輸送費などの高騰、少子高齢化に伴う後継者不足、に加え、HACCP義務化に伴う生産者の設備投資や衛生管理面のコスト増などである。1978年に約450あった生産者は、2022年には約240に減少している。